# Gatesjön (Torestorps socken, Västergötland)
Gatesjön är en sjö i Marks kommun i Västergötland och ingår i Viskans huvudavrinningsområde.